# آلات التعبئة والتغليف

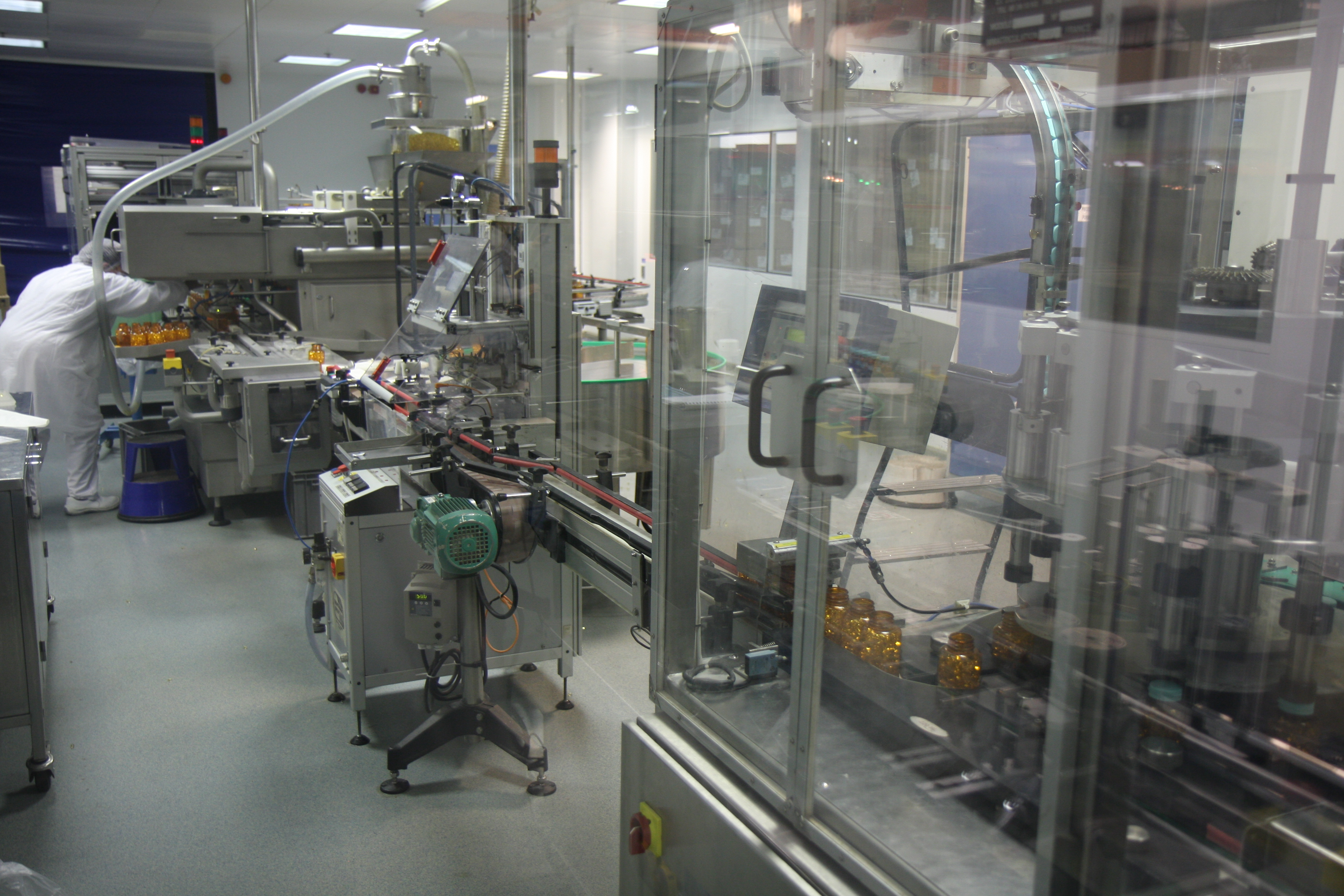

ماكينات التعبئة والتغليف والتي يبحث عنها الكثير من الاشخاص والمؤسسات كا كونها يمكن ان تكون مشروع صغيرا يحقق الدخل لصاحبة.

## ماكينات التعبئة والتغليف
ماكينات التعبئة والتغليف تستخدم في كثير من الأعمال في حياتنا اليومية وإذا نظرنا حولنا هنجد ان كل شئ معبئ ومغلق يكون عن طريق ماكينات التعبئة والتغليف
من تعبئة الشاى والسكر وجميع أنواع البقوليات وتعبئة الدقيق وغيرها من التعبئة

## تسويق منتجات ماكينات التعبئة والتغليف
طباعة كروت الأعمال التي تحمل اسمك وارقام التواصل والمنتجات التي تقدمها وتوزيعها على اصحاب المشروعات الخاصة بالمواد الغذائية.
– تعليق لافتة اعلى المتجر توضح بها انك تبيع ماكينات تعبئة وتغليف جميع أنواع المواد الغذائية بأحجام واسعار مختلفة.
– حث الناس على الشراء من عندك وبدء مشروعاتهم الخاصة عبر توزيع الدعاية وعرض منتجات على صفحات الإنترنت المختلفة.
– تفعيل نظام البيع بالعمولة، بمعنى انة إذا استطاع أحد ان يأتي بمشترين لك فسيحصل على عمولة يتفق عليها فيما بينكم.

## أنواع ماكينات التعبئة والتغليف
خط الذرة النفاشة
خط إنتاج البليت
خط إنتاج البوب كورن
خط إنتاج الفشار
خط إنتاج المقرمشات
خط إنتاج بوب كورن
خط إنتاج سناكس للبيع
خط إنتاج شيبس البطاطا
خط إنتاج شيبس البلت
خط إنتاج شيبس البليت
خط إنتاج شيبس البوزو
خط إنتاج شيبس الذرة
خط إنتاج شيبس الذرة الصفراء
خط إنتاج شيبس للبيع
خط إنتاج شيبس من الذرة الصفراء
خط إنتاج فشار
خط إنتاج كاراتيه
خط إنتاج مقرمشات
خط إنتاج مقرمشات البليت
خط إنتاج مقرمشات للبيع
خط إنتاج مقرمشات من دقيق الذرة
خط إنتاج وتعبئة شيبس البلت
خط إنتاج وتعبئة شيبس البليت
خط إنتاج وتعبئة شيبس الذرة
خط تعبئة الأرز والسكر والعدس والبقوليات
خط سناكس
خط شيبس
خط شيبس تركي
خط فشار
خط قلى بيليت
خط قلي شيبس
خط منفوش
خطوط إنتاج البليت
خطوط إنتاج الشيبس
خطوط إنتاج الفشار
خطوط إنتاج الكاراتيه
خطوط إنتاج شيبس
خطوط إنتاج شيبس البليت
خطوط إنتاج شيبس الذرة
خطوط إنتاج مستعملة للبيع
خطوط إنتاج من الصين
خطوط إنتاج المقبلات الغذائية
خطوط إنتاج المقبلات الغذائية الخفيفة
خطوط إنتاج شيبس البلت
رجاجات تغذية
رقائق البليت المقرمشة
رقائق الذرة المقرمشة
رقائق بليت
شيبس البليت
شيبس البوزو
شيبس بليت
شيبس ذرة زيك زاك
شيبس ذرة نافشة
شيبس ذرة نفاشة
شيبس سناكس
شيبس سناكس بفك
شيبس سناكس فشفاش
شيبسي بوزو
قطاعة استيك
ماكينات التعبئة والتغليف وخامات التغليف
ماكينات تصنيع وتعيئة جيل الشعر
ماكينات تعبئة
ماكينات تعبئة اكياس اوتوماتيك حبيبات
ماكينات تعبئة اكياس اوتوماتيك للسوائل
ماكينات تعبئة البودر
ماكينات تعبئة السكر
ماكينات تعبئة حبوب
ماكينات تعبئة سناكس
ماكينات تعبئة سوائل خفيفة وكثيفة
ماكينات تعبئة شيبس
ماكينات تعبئة مساحيق في اكياس
ماكينات تعبئة وتغليف
ماكينات تعبئة وتغليف وخطوط إنتاج
ماكينات تعبئه وتغليف خطوط إنتاج
ماكينات تعبئه وتغليف وخطوط إنتاج
ماكينات تغليف
ماكينة تصنيع الشيبس
ماكينة تعبئة ارز
ماكينة تعبئة التوفى
ماكينة تعبئة الجل في اكياس